# دميتري كومباروف
دميتري فلاديميروفيتش كومباروف (بالروسية: Дмитрий Владимирович Комбаров) (مواليد 22 يناير 1987 في موسكو، الاتحاد السوفييتي) لاعب كرة قدم روسي يجيد اللعب في مركز الظهير الأيسر والوسط الأيسر ويلعب حاليا في نادي سبارتاك موسكو الروسي منذ 2010.